# Viktoriina cena
Viktoriina cena (švédsky: Victoriapriset), dříve nazývaná Viktoriino stipendium (švédsky: Victoriastipendiet), se uděluje švédskému sportovci (nebo dvojici atletů) každý rok od roku 1979 na Ölandu, 14. července, v den narozenin Viktorie, korunní princezny švédské.

## Nositelé Viktoriiny ceny
| Rok  | Nositel/ka                                  | Sport                   |
| ---- | ------------------------------------------- | ----------------------- |
| 1979 | Ingemar Stenmark                            | alpské lyžování         |
| 1980 | Stefan Persson                              | lední hokej             |
| 1981 | Linda Haglundová                            | atletika                |
| 1982 | Tomas Gustafson                             | rychlobruslení          |
| 1983 | Stig Strand                                 | alpské lyžování         |
| 1984 | Gunde Svan                                  | běh na lyžích           |
| 1985 | Patrik Sjöberg                              | atletika                |
| 1986 | Torbjörn Nilsson                            | fotbal                  |
| 1987 | Tomas Johansson                             | zápasení                |
| 1988 | Tomas Gustafson                             | rychlobruslení          |
| 1989 | Jan-Ove Waldner                             | stolní tenis            |
| 1990 | Mikael Appelgren                            | stolní tenis            |
| 1991 | Pernilla Wibergová                          | alpské lyžování         |
| 1992 | Jörgen Persson                              | stolní tenis            |
| 1993 | Torgny Mogren                               | běh na lyžích           |
| 1994 | Peter Forsberg                              | lední hokej             |
| 1995 | Tomas Brolin                                | fotbal                  |
| 1996 | Sara Wedlundová                             | atletika                |
| 1997 | Agneta Anderssonová a Susanne Gunnarssonová | rychlostní kanoistika   |
| 1998 | Magdalena Forsbergová                       | biatlon                 |
| 1999 | Lars Frölander                              | plavání                 |
| 2000 | Therese Alshammarová                        | plavání                 |
| 2001 | Mikael Ljungberg                            | zápasení                |
| 2002 | Magnus Wislander                            | házená                  |
| 2003 | Carolina Klüftová                           | atletika                |
| 2004 | Anja Pärsonová                              | alpské lyžování         |
| 2005 | Stefan Holm a Christian Olsson              | atletika                |
| 2006 | Anna Carin Olofssonová a Björn Lind         | biatlon a běh na lyžích |
| 2007 | Henrik Larsson                              | fotbal                  |
| 2008 | Susanna Kallurová                           | atletika                |
| 2009 | Helena Jonssonová                           | biatlon                 |
| 2010 | Charlotte Kallaová                          | běh na lyžích           |
| 2011 | Henrik Sedin a Daniel Sedin                 | lední hokej             |
| 2012 | Anette Norbergová                           | curling                 |
| 2013 | Johan Olsson                                | běh na lyžích           |
| 2014 | Švédské mužské a ženské štafetové týmy      | běh na lyžích           |
| 2015 | Sarah Sjöströmová                           | plavání                 |
| 2016 | Henrik Lundqvist                            | lední hokej             |
| 2017 | Jenny Rissvedsová                           | horská cyklistika       |
| 2018 | Stina Nilssonová                            | běh na lyžích           |
| 2019 | Hanna Öbergová                              | biathlon                |
| 2020 | Armand Duplantis                            | skok o tyči             |
| 2021 | Nils van der Poel                           | rychlobruslení          |
| 2022 | Ebba Årsjövá                                | alpské lyžování         |
| 2023 | Erik Karlsson                               | lední hokej             |
| 2024 | Isabelle Haaková                            | volejbal                |
| 2025 | Jonatan Hellvig a David Åhman               | plážový volejbal        |